# El monstre de colors
El Monstre de Colors és un àlbum il·lustrat creat per la il·lustradora Anna Llenas, publicat originalment en català i castellà per l'editorial Flamboyant. La finalitat de l'obra és treballar les emocions amb els infants. Arran de l'èxit de la seva primera publicació, El Monstre de Colors ha estat publicat en diverses llengües i, a més a més, l'Editorial Flamboyant n'ha editat diverses versions. És el llibre de literatura infantil i juvenil en català més traduït a altres llengües i un dels deu llibres més traduïts del còmput global. L'obra es va publicar el 2012, encara que l'autora havia estat treballant-hi des de 2010.
El llibre s'ha convertit en un dels referents per a parlar de les emocions en la primera infància i ha passat ja a la cultura popular dels lectors en català. La bona acollida i el ressò que ha tingut fora d'Espanya ha fet que esdevingui, també, un fenomen internacional.
El setembre de 2020, la versió anglesa del llibre, publicada per Templar Publishing, va entrar a la llista dels 10 llibres infantils més venuts de The Bookseller. Això va suposar tota una fita per la literatura infantil espanyola, ja que va ser el primer títol publicat originalment a Espanya a entrar-hi. El llibre ha venut almenys 3 milions d'exemplars a tot el món, dels quals 800.000 a l'estat espanyol.
A partir de l'àlbum es va fer una adaptació teatral per a titelles en català de nom homònim i plantejada per a infants de més de 3 anys. Ha estat representada a diverses ciutats de Catalunya per la companyia Inspira Teatre. També es va publicar una seqüela del llibre titulada El monstre va a l'escola el setembre de 2018, la qual ja ha estat traduïda també a múltiples idiomes.

## Sinopsi
El monstre protagonista té problemes per discernir les emocions. Per això, una amiga seva, la Nuna, l'ajudarà a identificar-les, descriure-les i associar-les amb un color, per poder ordenar-les posteriorment en potets diversos. Així, el blau serà la tristesa; el vermell, la ràbia; el negre, la por, etc. El Monstre de Colors presenta una història senzilla i divertida que introdueix a tothom en el llenguatge de les emocions.

## Traduccions
El llibre ha estat traduït a més de 25 llengües. Entre elles, destaquen:
- Català: El Monstre de Colors (Ed. Flamboyant)
- Castellà: El Monstruo de Colores (Ed. Flamboyant)
- Euskera: Koloretako Munstroa (Ed.Flamboyant)
- Gallec: O Monstro de Cores (Ed. Flamboyant)
- Anglès (UK): The Colour Monster (Ed.The Boardgame /Templar Publishing)
- Anglès (USA): The Color Monster (Ed. Sterling / Barnes & Noble)
- Alemany: Das Farbenmonster (Ed. Velber)
- Portuguès: O Monstro das cores (Ed. Nuvem de Letras / Penguin Random House)
- Holandès: De Kleur van Emoties (Ed. Clavis)
- Francès: La Couleur des Émotions (Ed. Quatre Fleuves)
- Italià: I colori delle emozioni (Ed. Gribaudo Grup Feltrinelli)
- Danès: Farver og følelser (Ed. Forlaget Bolden)
- Tailandès: อารมณ์นี้สีอะไรนะ (Ed. Nanmeebooks)
- Xinès simplificat: 我的情绪小怪兽 (Tomorrow Publishing House)
- Grec: Το τερατάκι των χρωμάτων (Patakis)
- Ucraïnès: Монстрик іде до школи' (Kalamar)
- Letó: Krāsu mošķis (Latvias Mediji)